# Quad (vervoermiddel)

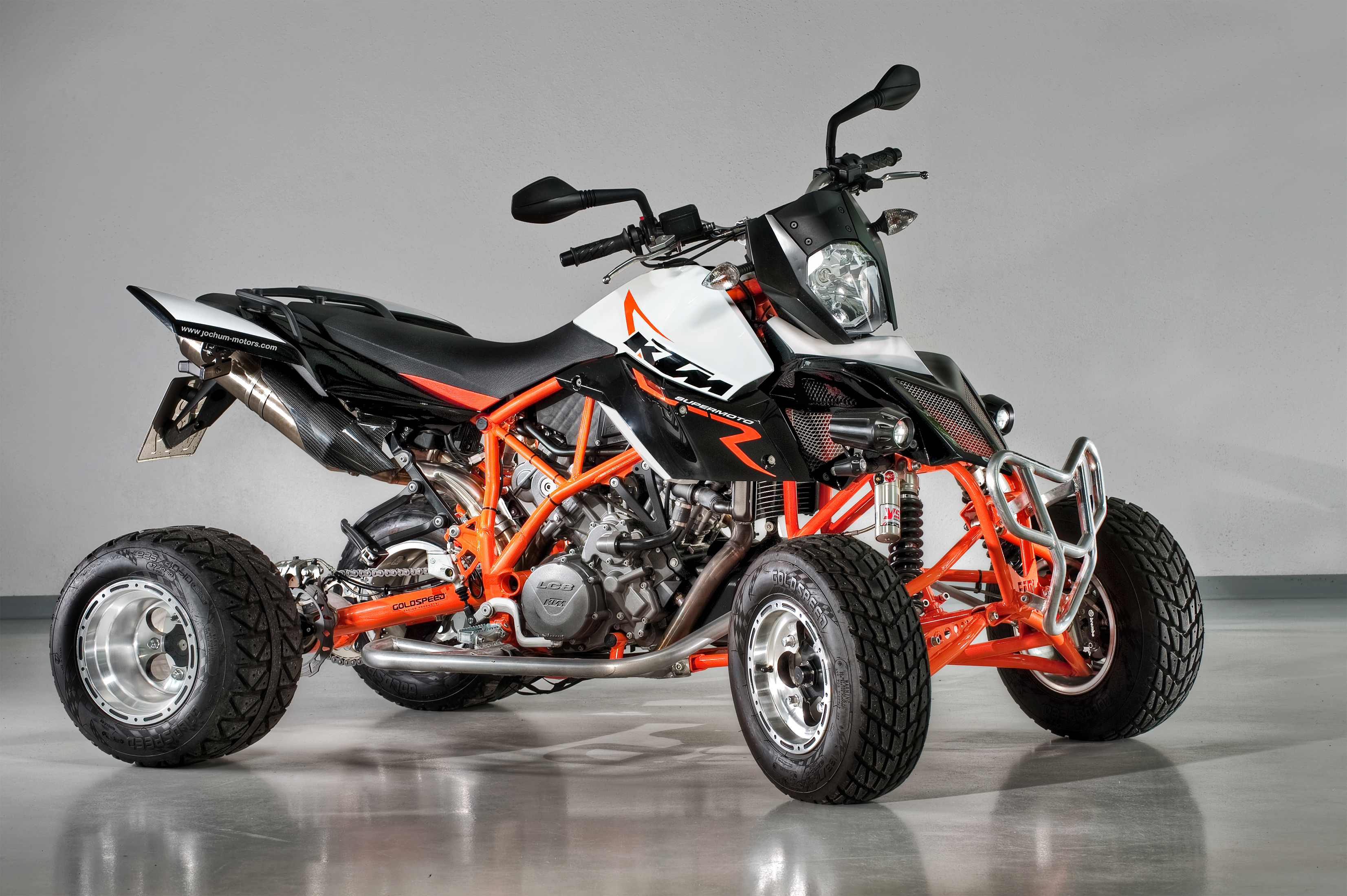
Quad

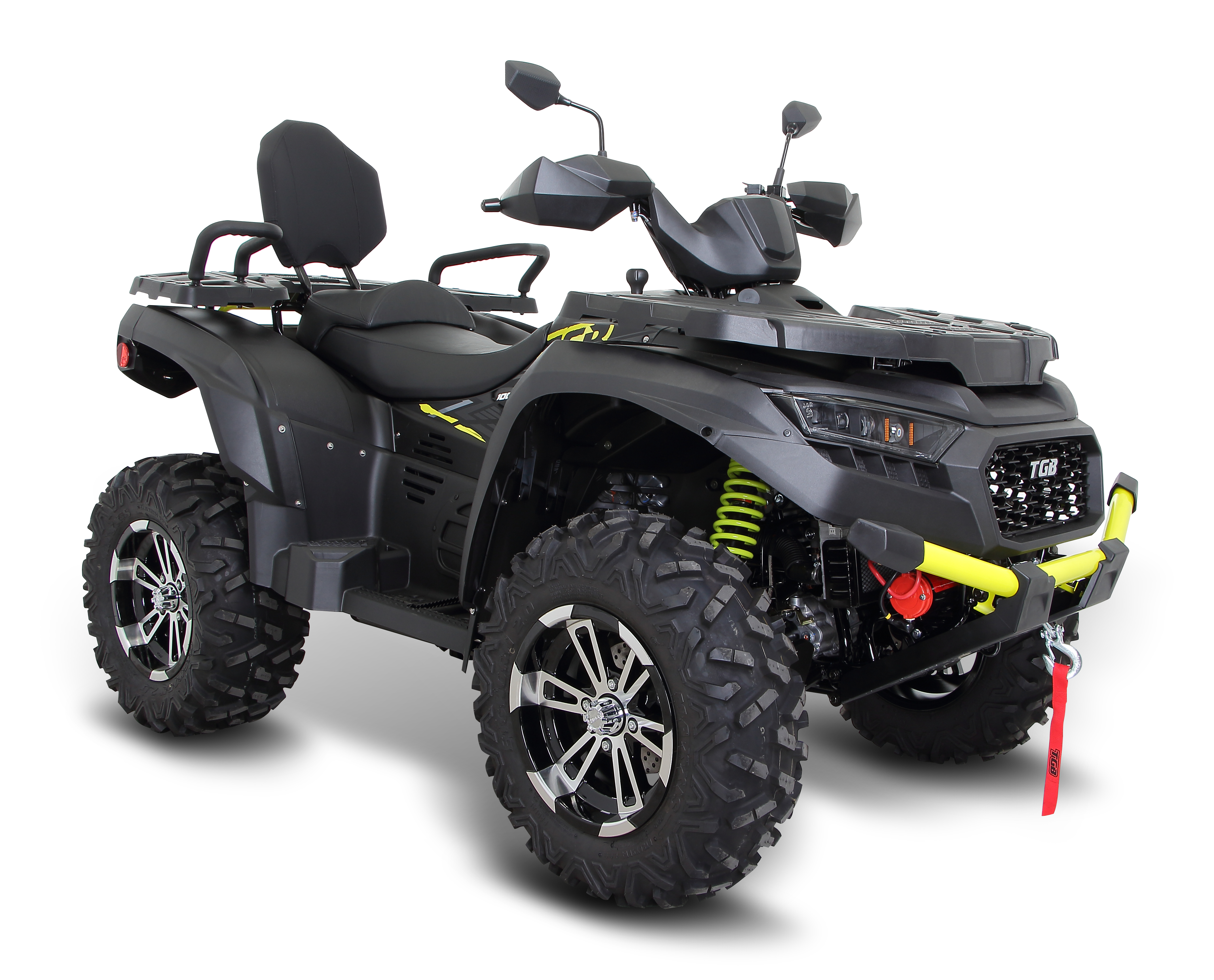
Dit is een van de krachtigste quads die toegelaten zijn op de openbare weg met L7e homologatie.

Een quad is een vierwielige motorfiets of brommer en dus een motorvoertuig.
Een quad wordt door de Nederlandse verkeerswet gezien als een gemotoriseerde driewieler. De quad heeft een ledige massa van ten hoogste 400 kilogram (bij gebruik voor goederenvervoer ten hoogste 550 kilogram). Achter op het voertuig zit een kentekenplaat. De wettelijke regels, zoals de rijbewijscategorie, de minimumleeftijd van de bestuurder en de verkeersregels, hangen ervan af of de quad geldt als bromfiets, personenauto of bedrijfswagen. Een quad kan ook vallen onder de categorie "driewielig motorrijtuig" (deze bevat namelijk ook voertuigen op vier wielen). Op de quad is het verplicht om met een helm op te rijden, tenzij hij voorzien is van goedgekeurde veiligheidsgordels.

## Indeling naar gebruik

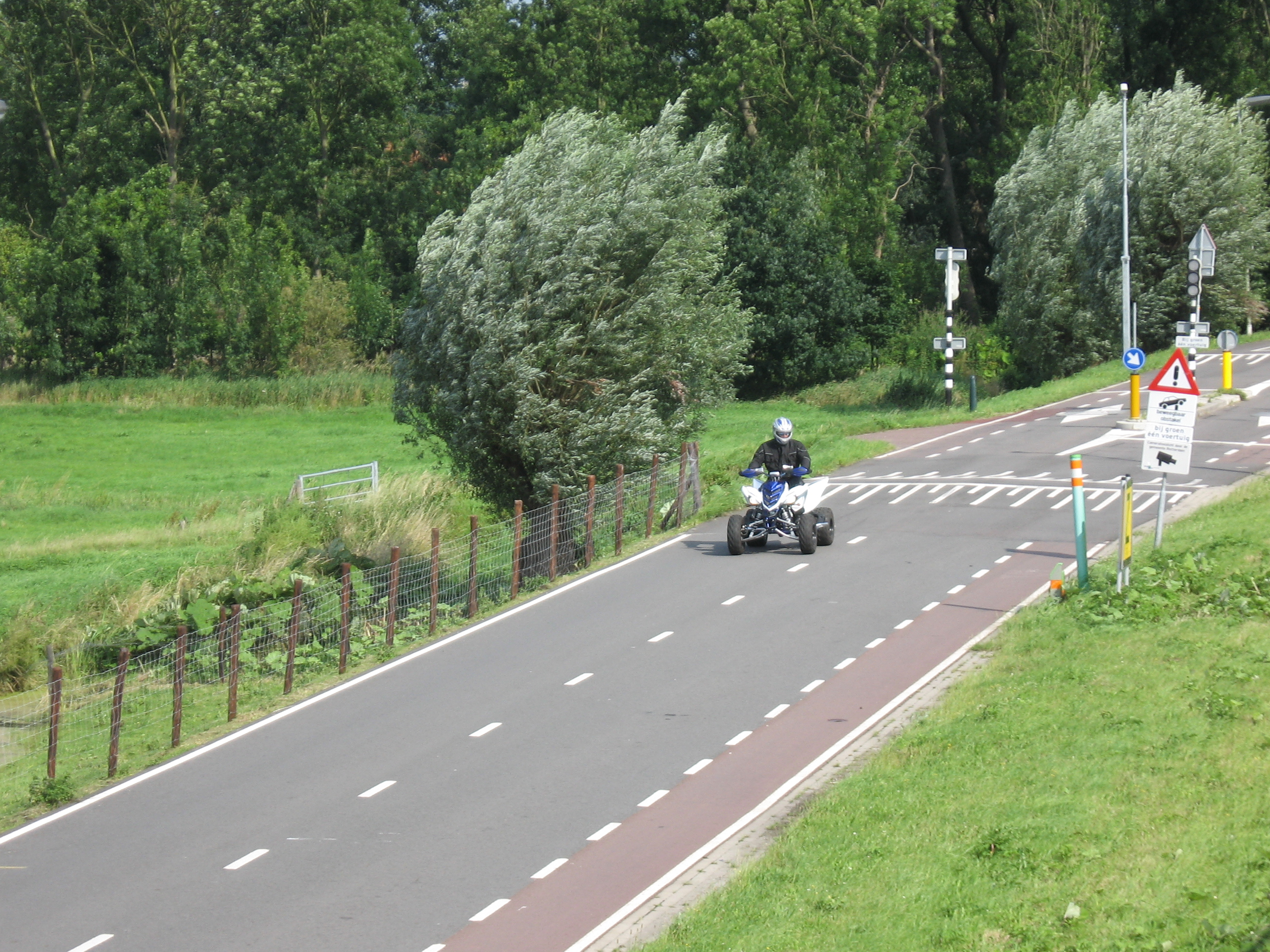
Quad op de openbare weg

Quads kunnen worden verdeeld in twee categorieën: utilityquads en sportquads.

### Utilityquad
Een utilityquad of landbouwquad is een grote quad met grote banden. Ze zijn voorzien van sterke motoren en vaak ook 4×4-aandrijvingen. Onder meer op boerderijen worden utilityquads gebruikt. Ook rattenvangers maken gebruik van utilityquads. Voor recreatief gebruik zijn ze geschikt voor het ruige terreinwerk, de 4×4-aandrijving maakt ze geschikt voor het doorkruisen van bijvoorbeeld modderpoelen.
Eventueel met behulp van een lier kunnen deze quads vrijwel alle terreinomstandigheden overwinnen.

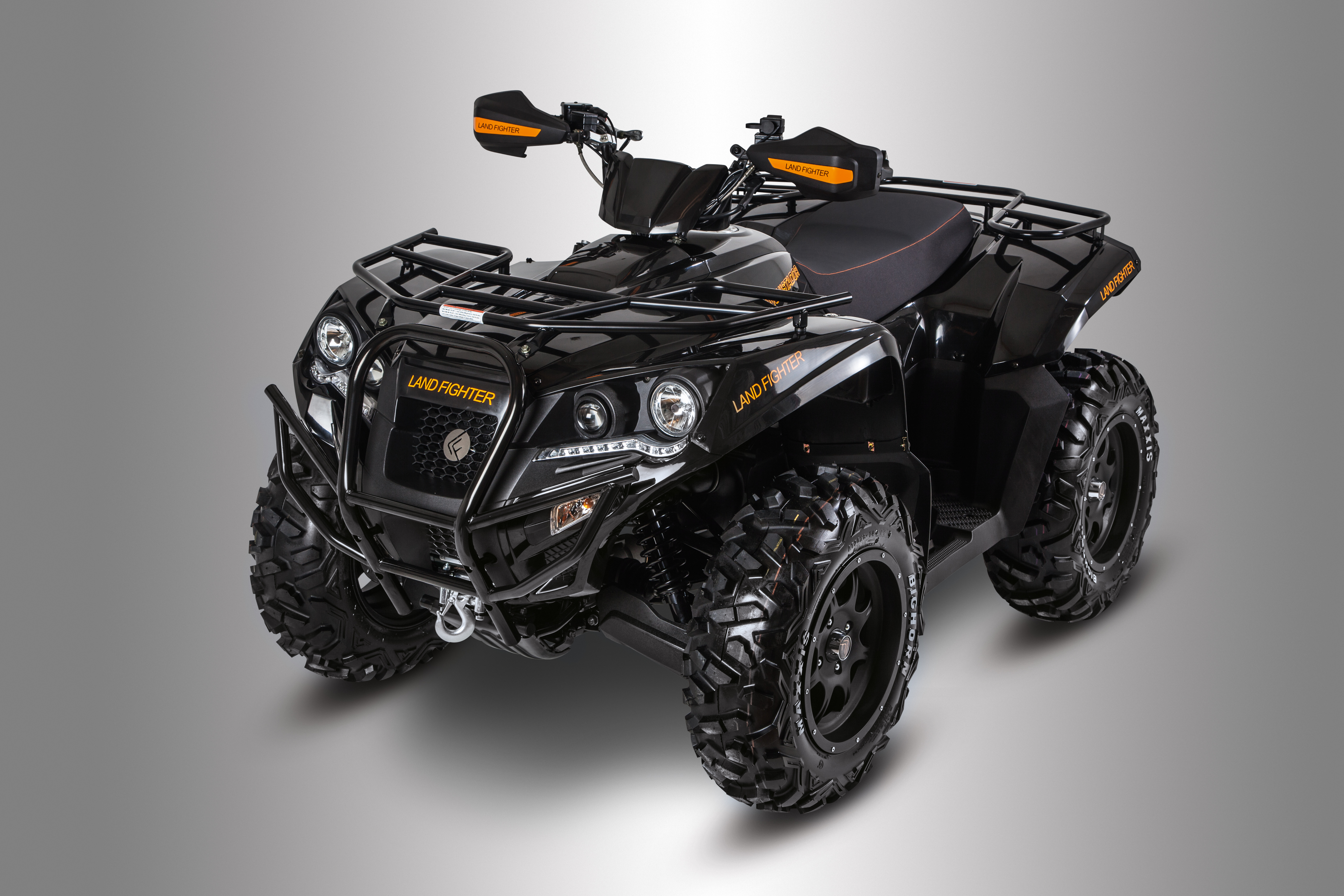
Utilityquadvoertuig

Utilityquads zijn gemaakt om werk te verrichten en om over ruig terrein te kunnen rijden. Ze zijn niet zo snel als hun sportieve tegenhangers maar ze zijn veel sterker. Deze machines zijn sterk gebouwd en klimmen over bijna alle obstakels heen zonder dat hierdoor het chassis erg beschadigd wordt, bij sportquads is dat niet het geval.
Maar al het voorgaande wil niet zeggen dat de utility's lomp zijn. De topmodellen kunnen zo hard accelereren als de meeste sport-ATV's en gaan ook even snel. Ze zijn een stuk krachtiger maar ook een stuk zwaarder. Door hun hogere gewicht zijn ze niet zo vinnig maar bij de topmodellen zijn de stuureigenschappen meestal goed. Hun cilinderinhoud varieert van 200 tot 1000 cc. Bij de sportquads bedraagt het maximum ongeveer 1000 cc.
Nog een verschil is dat de utility's over onafhankelijke achterwielophanging beschikken. Dit zorgt dat de beweging van het ene achterwiel het andere niet beïnvloedt, wat het comfort en de grip bevordert. De sportquads hebben meestal een starre achteras en kunnen wel beter driften (slippen bij het nemen van een bocht) maar zijn veel minder geschikt voor het echt ruige terreinwerk. Bovendien zijn de meeste sportquads aangedreven door een ketting, net zoals een motorfiets, omdat een kettingaandrijving sportief en licht is. Het grote nadeel hiervan is dat de ketting onderhouden en soms vervangen moet worden. De utilityquads daarentegen worden, net zoals een auto, aangedreven met een cardanaandrijving. De torsie van de motor wordt via een roterende stang, die in een oliebad draait, van de transmissie naar de wielen gebracht.
Bijna alle utilitymodellen hebben rekken voor- en achteraan waar men zaken op kan plaatsen (soms zelfs meer dan 100 kg) en een grote reeks accessoires, bijvoorbeeld grasmaaiers, ploegen, grote opbergboxen, extra brandstoftanks en lieren.

### Sportquad

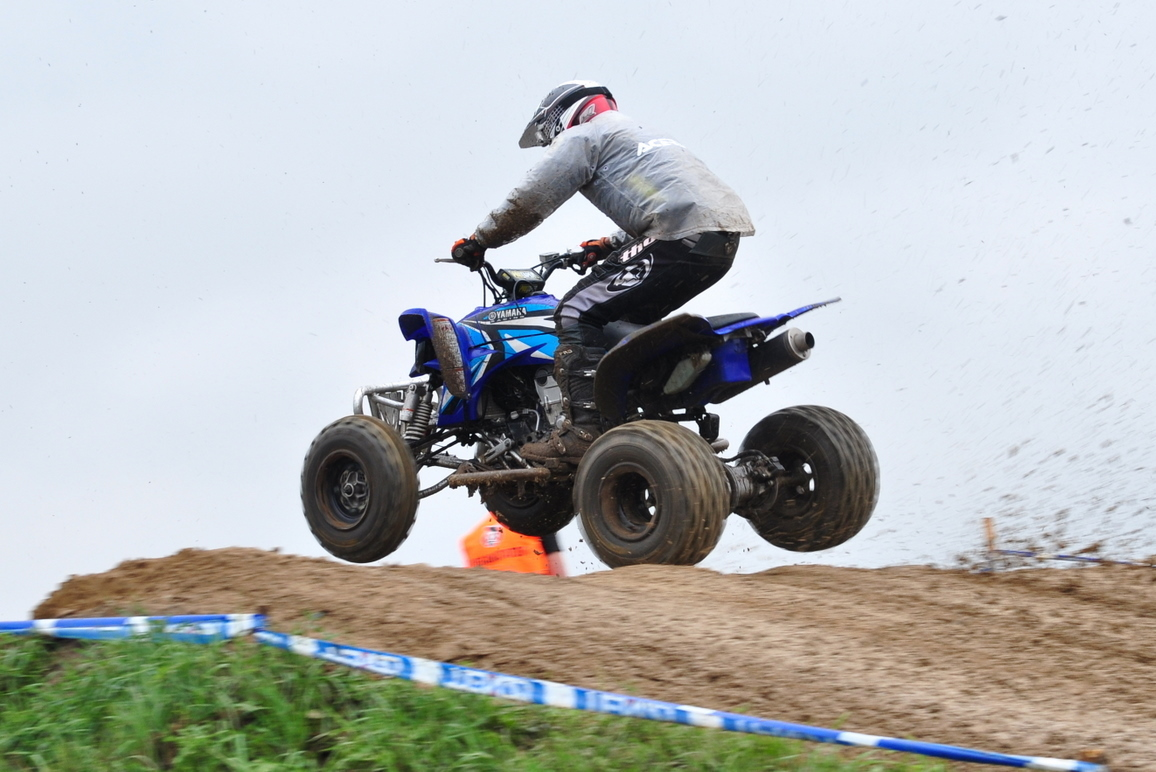
Sportquad

De sportquads worden gebruikt als sportvoertuig. Door hun snelle motoren kunnen ze snel accelereren en hoge snelheden behalen. In principe zijn sportquads gewoon gemaakt om zo snel en wendbaar mogelijk te zijn op een zanderig of modderig terrein, maar voor diepe modder en ander erg moeilijk terrein zijn ze minder geschikt. Sportquads zijn ook niet gemaakt om werk mee te verrichten.
Ook zijn de frames en schokdempers gebouwd voor het gebruik op bijvoorbeeld crossbanen. Sportquads worden alleen nog maar voorzien van viertaktmotoren. In tegenstelling tot tweetaktmotoren leveren de viertaktmotoren weinig vermogen in verhouding met hun cilinderinhoud, maar door de huidige technieken is het mogelijk om toch veel vermogen uit de viertaktmotorblokken te halen.

## Elektrische quads
De meeste quads worden door een verbrandingsmotor aangedreven, maar er zijn ook elektrische quads die geschikt zijn voor terreinen die slecht begaanbaar zijn zoals bossen, heide of strand. Ook zijn er elektrische mini- en kinderquads.

## Kenteken
Als de quad is voorzien van een kenteken, mag men er ook mee op de openbare weg rijden. De quad wordt gelijkgesteld aan een bromfiets, motor, driewielig motorvoertuig, auto of een landbouwvoertuig. In Nederland mag de quad zelfs op de autoweg of snelweg, als deze de minimale snelheid kan behalen. Een utilityquadvoertuig mag in Nederland ook op de openbare weg rijden zonder kenteken. De quad moet dan gebruikt worden door een KVK geregistreerd agrarisch bedrijf en visuele wijzigingen hebben zoals een gevarendriehoek achterop zodat het zichtbaar is dat het een om een landbouwquad gaat. Een landbouwquad is niet verplicht een grensvoertuigkenteken te hebben. Dit heeft de rechter besloten na onderzoek van de nationale ombudsman. De nationale ombudsman heeft na deze uitspraak de politiecommissarissen op de hoogte gebracht om eventuele misverstanden in de toekomst te vermijden.

## Opbouw
- Aan het rechterhandvat bevindt zich de gashendel. Gasgeven gaat door middel van druk met de duim. Of net zoals motoren, draaigas, ook aan de rechterkant.
- Meestal zit er een hendel rechts aan het stuur voor de rem, en één rechtsonder bij de voet. Bij automatisch geschakelde quads zitten beide hendels aan het stuur.
- Links onder bij de voet zit de schakelpook, bij semi-automaten is omhoog 1 versnelling omhoog, bij handgeschakelde is de 1e versnelling naar beneden, dan de rest omhoog. (Tussen 1e en 2e bevindt zich de 'vrij'/neutraal)
- Een drukknop links bedient de claxon (als deze erop zit).
- De richtingaanwijzer wordt bediend door een of meer knoppen aan de linkerkant (als deze erop zitten).

## Soorten quads
Er zijn 6 soorten quads:
- de quad die geen goedkeuring heeft voor het gebruik van de openbare weg;
- de quad goedgekeurd als vierwielige bromfiets;
- de quad goedgekeurd als driewielig motorrijtuig;
- de (zware) quad goedgekeurd als personenauto;
- de (zware) quad goedgekeurd als landbouw- of bosbouwtrekker;
- de quad als motorrijtuig met beperkte snelheid.

Waarbij men de verkeersregels geldt van het desbetreffende voertuigcategotie, met als enige (bijzondere) regel: een quad die goedgekeurd is als bromfiets én breder is dan 0,75m met of zonder de lading moet altijd de rijbaan gebruiken en mag geen bromfietspad gebruiken. 

## Geschiedenis
Quads worden in de Verenigde Staten ook wel ATV (all-terrain vehicle) genoemd.
De ontwikkeling van de quad begon met de driewielers, ook wel ATC of trike genoemd. In 1980 kwam Yamaha als eerste met haar productiemodel, de Yamaha Tri-moto. Het jaar daarop kwam Honda met haar Honda ATC250R. De ATC250R wordt in 2005 nog steeds gebruikt en er zijn nog allerlei onderdelen voor verkrijgbaar. Anno 2007 is het al een stuk moeilijker en duur om aan onderdelen te komen, onderdelen zijn meestal afkomstig uit bijvoorbeeld de Verenigde Staten of België.
Vanwege de instabiliteit van de ATC's, werd besloten te stoppen met de productie van ATC's. Er gebeurden te veel ongelukken mee. Daarom werd alleen nog doorgegaan met de productie van ATV's (quads). Suzuki kwam in 1983 met de eerste quad, de Suzuki LT125. Yamaha kwam in 1985 met een utilitymodel, de Yamaha YFM200. Honda kwam in 1986 met een aantal quads, waaronder de Honda TRX250R.
De Yamaha Banshee is voor het eerst geproduceerd in 1987. De motor komt uit de populaire 350RD-racemotoren. Net als de Yamaha Blaster uit 1988 wordt de Yamaha Banshee sinds januari 2007 niet meer geproduceerd, dit heeft te maken gehad met nieuwe emissie regelgeving waardoor tweetaktmotoren steeds meer van de productielijn verdwijnen. De Yamaha Blaster is nog steeds een van de populairste instapmodellen voor de quadsport. In al deze jaren hebben de modellen slechts minimale wijzigingen ondergaan. De Yamaha Blaster heeft sinds 2003 een nieuw design en is volledig voorzien van schijfremmen. De Yamaha Banshee is behalve de kleur niet veranderd in design.
Het grootste deel van de quads wordt in de Verenigde Staten verkocht. Als gevolg van de strenger wordende Amerikaanse milieu-eisen worden weinig quads met een tweetaktmotor verkocht. De enige twee tweetaktfabrieksmodellen die nog verkrijgbaar zijn, zijn de Yamaha Banshee, de Yamaha Blaster en de Masai DL50. Gezien de populariteit van de Banshee en Blaster, zullen deze misschien worden voorzien van een viertaktmotor.
Quads worden sinds de introductie van de eerste modellen steeds populairder in de Verenigde Staten. In Europa blijft de quad vooral een sportvoertuig. Midden 2006/2007 wordt de utility quad steeds populairder. Men ging in deze periode de quad ook zien als multifunctioneel voertuig en al snel vond de quad een weg in het Nederlandse bedrijfsleven. De quad wordt in het bedrijfsmatige gebruik toegepast op onverharde/versmalde wegen. In 2011 werd LandFighter opgericht, het eerste Nederlandse/Europese quadmerk.

## Wedstrijden
Voor de sportquad worden ook wedstrijden en kampioenschappen georganiseerd. Tijdens kampioenschapwedstrijden kunnen rijders punten verdienen op basis van de geëindigde positie. De rijder die aan het einde van het jaar de meeste punten heeft wint het kampioenschap. Het aantal punten dat een rijder per wedstrijd kan verdienen verschilt per bond.
In Nederland begon de Motorsport Organisatie Nederland (M.O.N.) als eerste bond met het organiseren van trike/quadwedstrijden. In 1986 was het eerste Nederlands kampioenschap, hierin reden nog voornamelijk trikes.
Door de stijgende populariteit van deze sport begon de Koninklijke Nederlandse Motorrijders Vereniging (KNMV) een jaar later ook met het organiseren van een Nederlands kampioenschap. De KNMV heeft van 1987 tot eind jaren 90 kampioenschapwedstrijden georganiseerd.
Vanaf 1986 worden er ook internationale wedstrijden georganiseerd voor trikes en quads met rijders vanuit de hele wereld. Deze wedstrijden vinden vaak plaats op het strand en zijn meestal niet verbonden aan een kampioenschap, zoals in Le Touquet en Saint-Malo (beide in Frankrijk) en de Veronica Strandrace in Nederland. Hans Ghielen won als eerste Nederlander de Strandrace van Saint-Malo in 1987, hij wist tijdens deze wedstrijd de quads voor te blijven op een trike.
Tijdens de Veronica Strandrace van 1986 zien we de eerste sportquads in Nederland, ook deze wedstrijd werd gewonnen door een trike bestuurd door Steve Mendenhall uit de Verenigde Staten.
De jaren hierna zullen de trikes langzaam verdwijnen. Dit komt vooral doordat een trike onstabieler is, waardoor er met een quad harder kan worden gereden.

### Huidige wedstrijden
De M.O.N. heeft momenteel vijf verschillende quadklassen: Mini quad Standaard, Quad Special, Quad Junioren, Quad Nationalen en Quad Inters. De KNMV heeft sinds 2010 ook weer een quadklasse: het Open Nederlands Kampioenschap (ONK). In het ONK rijden de Nederlandse toppers en ook rijders uit het buitenland, daardoor is het de snelste quadklasse van Nederland.
Momenteel is er één groot Europees kampioenschap voor quads. Dat is het European Quad Championship van de FIM. Dit kampioenschap bestaat sinds 2008. De eerste Nederlanders die dit heeft weten te winnen is Mike van Grinsven in 2014. Ook wordt er elk jaar een QXoEN (Quadcross of European Nations) georganiseerd door de FIM. Dit wordt gezien als een van de grootste quadwedstrijden van Europa. In deze wedstrijd strijden rijders in een team voor hun land. Elk land mag de drie beste rijders naar de wedstrijd sturen waar deze tegen alle andere landen zullen strijden. In tegenstelling tot kampioenschapwedstrijden is dit maar één wedstrijd op één locatie. De Quadcross of European Nations werd al twee keer in Nederland georganiseerd. Het Nederlandse team heeft deze wedstrijd in 2014 en 2015 weten te winnen met de rijders: Mike van Grinsven, Joe Maessen en Ingo ten Vregelaar.
Sinds 2008 kan er ook met een quad worden deelgenomen aan de Dakar-rally, echter werd de wedstrijd in 2008 afgelast ten gevolge van bedreigingen van Al Qaida tegen de rally. Hierdoor was 2009 de eerste Dakar-rally met een quadklassement.